# Teza Milodanović
Teza Milodanović (Žednik, 27. ožujka 1936. – 26. srpnja 1998.) bila je naivna umjetnica u tehnici slame. Rodom je bačka Hrvatica. Sestra je slikarica Ane i Đule.

## Životopis
Učlanila se u Likovnu koloniju Grupe Šestorice tavankutskog KUD-a Matija Gubec 1962. zajedno s Pištikom Pfeiffer i Marijom Beneš (kasnije Vojnić), godinu poslije njene sestre Ane. 
Nadahnuće za djela nalazila je u tradiciji bunjevačkih Hrvata, gdje se plelo slamu u svezi s žetvenom svečanošću Dužijancom (Dožejancom).
Prvi put je izlagala izložbi slikara amatera u Tavankutu 1963. godine, trećoj po redu.
Od 14. do 22. veljače 1965. je imala svoju izložbu, gdje je izložila svoje radove zajedno s još nekoliko naivnih umjetnica iz KUD-a Matija Gubec (slikarice naivke Cilika Dulić Kasiba, Kata Rogić, slamarke Marga Stipić, Đula Milodanović, Ana Milodanović) i slikara amatera. Bilo je to u Subotici, a izložba se zvala Amateri i naivci - Tavankut. Zbog velike pozornosti koju su privukle i povoljnih ocjena kritičara i javnosti, slamarke više nisu morale izlagati zajedno sa slikarima, nego su od onda mogle izlagati samostalno. Djela je izložila na preko 90 skupnih izložaba.
Članicom kolonije je bila do 1972., godine kad su bile velike čistke nakon hrvatskog proljeća, kad je brojnim uglednim članovima (kao što su Stipan Šabić, Marko Vuković, Pero Skenderović, Naco Zelić, Ivan Balažević...) onemogućen rad u Društvu. Unatoč tome, djela joj se i izlagalo i poslije toga na izložbama Likovne kolonije.
Općenito je uz Katu Rogić, jednom od ključnih osoba u naivnoj umjetnosti u tehnici slame. Osobito je to došlo do izražaja kad su 1960. godine Teza i sestra joj Ana, na poticaj đurđinskog župnika Lazara Krmpotića, izradile grb preminulog kardinala Stepinca (danas se nalazi u zagrebačkoj katedrali), povodom njegove smrti. Desetljeće prije, Teza, njena sestra Ana te Kata Rogić i Marija Ivković Ivandekić su ostvarile značajan opus djela vjerske tematike. Radilo se o vjerskim simbolima koje su isplele za vjerske svečanosti. Brojni su završili u crkvenim i inim institucijama kao što su župa sv. Marka u Žedniku, a neki su došli do Biskupije u Subotici.
Teza i njene sestre Ana i Đula, Marija Ivković Ivandekić, Kata Rogić i ostale poznate pletilje predmeta od žitne slame (perlica, ornamenata i kruna) za proslave Dužijance te za katedralnu crkvu u Subotici i u mjesnim crkvama (u Đurđinu, Maloj Bosni, Tavankutu, Žedniku i drugim selima) prvo su radile etnografske predmete kao što su dijademe, krune, perlice i vjerski simboli, a poslije su prešle na izradu slika od slame.
O njenom radu i radu kolegica slamarki Marije Ivković Ivandekić, Ane Milodanović, Đule Milodanović Kujundžić i Kate Rogić napisao je kulturni djelatnik bačkih Hrvata Lazar Ivan Krmpotić 2001. godine monografiju Umjetnost u tehnici slame.

## Vanjske poveznice
- HKPD Matija Gubec Tavankut  Arhivirana inačica izvorne stranice od 13. ožujka 2016. (Wayback Machine) Stranice posvećene prijašnjim članicama Likovne kolonije
- HKPD Matija Gubec Tavankut  Arhivirana inačica izvorne stranice od 4. veljače 2014. (Wayback Machine) Slika Teze Milodanović: "Mladenci", slama, 1967.
- HKPD Matija Gubec Tavankut  Arhivirana inačica izvorne stranice od 4. veljače 2014. (Wayback Machine) Slika Teze Milodanović: "Poslidnja večera", slama, 1978.
- HKPD Matija Gubec Tavankut  Arhivirana inačica izvorne stranice od 4. veljače 2014. (Wayback Machine) Slika Teze Milodanović: "Duga", slama, 1978.
- HKPD Matija Gubec Tavankut  Arhivirana inačica izvorne stranice od 3. travnja 2016. (Wayback Machine) Slika Teze Milodanović: "Grb Subotice", slama, 1979.
- HKPD Matija Gubec Tavankut  Arhivirana inačica izvorne stranice od 3. travnja 2016. (Wayback Machine) Slika Teze Milodanović: "Kolo igra", slama, 1979.